# Reedomutilla
Reedomutilla (лат.) — род ос-немок (бархатных муравьёв) из подсемейства Sphaeropthalminae (триба Dasymutillini). Эндемик Южной Америки.

## Распространение
Неотропика: Аргентина, Боливия и Чили.

## Описание
Основная окраска тела беловато-чёрная. Второй лабиальный пальпомер не расширен, длина по крайней мере равна ширине; метастернальный отросток мезально переходит в треугольную пластинку между задними тазиками; дорсум мезосомы без узких продольных полос беловатых волосков. Самок можно отличить от самок Traumatomutilla по форме пигидия: у самок Reedomutilla он имеет острый зубец на каждом заднебоковом углу; у самок Traumatomutilla такой зубец отсутствует. Самцы характеризуются следующим образом: калькарии чёрные; второй стернум брюшка лишён опушённой фовеа; мезоплевры выпуклые, но совсем не выступающие вверх; опушение на дистальной половине второго тергума не совпадает с опушением на тергумах с третьего по шестой.

## Классификация
Родовое название Reedomutilla было впервые предложено в 1964 году для замены Reedia André, 1904 (nec Ashmead). Типовой вид описан в 1851 году под первоначальным названием Mutilla gayi Spinola, 1851. Новое название Reedomutilla предложено потому, что таксон Reedia Ashmead, основанный на обозначенном типовом виде Mutilla atripennis Spinola, является синонимом Euspinolia Ashmead (Mickel, 1938). Андре (1904) указал на это и предложил другой типовой вид, Mutilla gayi Spinola. Поскольку типовой вид, однажды установленный и валидный, не может быть изменён, название Reedia не может быть использовано для рассматриваемого вида. Описанные виды часто включали в род Traumatomutilla. Bifurca Klug, самки которой внешне похожи на самок Reedomutilla сохраняется в Traumatomutilla из-за отсутствия острых зубцов на пигидии. Часть видов перенесены в род Suareztilla. Fritz & Martínez (1993) утверждают, что род состоит из трёх видов, поскольку R. heraldica и R. pubescens предположительно являются самцом и самкой одного вида, не синонимизируя их. Самка R. dureti (Casal, 1968) близка к R. heraldica (Smith, 1855), которую отличает следующий набор признаков: белые опушённые макулы второго тергита, объединённые посередине; латерокраниальные углы второго стернита с грубой и шероховатой пунктировкой; щёки и коксарии полностью покрыты чёрным волосистым налётом. В 2017 году была разработана новая классификация ос-немок, где Sphaeropthalminae включает две трибы Sphaeropthalmini и Dasymutillini, а род Reedomutilla включён в последнюю из них.
- Reedomutilla heraldica (Smith, 1855) (Аргентина)
- Reedomutilla gayi (Spinola, 1851) (Чили)
  - =Mutilla gayi Spinola, 1851
- Reedomutilla dureti Casal, 1968  (Аргентина, Боливия)
- Reedomutilla pubescens (Smith, 1875) (Аргентина)